# عبدالله طرشتی
عبدالله طرشتی (درگذشت: اندکی بعد از سال 600 ق) از دانشمندان بزرگ تهران در سده ششم هجری است که قبر و آرامگاه وی در بوستان طرشت قرار دارد.

## زندگی‌نامه
شیخ عبدالله طرشتی عالمی فاضل و محدثی بزرگ بود. منتجب الدین رازی از وی با عنوان فقیه فاضل یاد می‌کند. او از نسل حذیفه بن یمان و شاگرد شیخ طوسی بود. وی که سال‌ها در نجف و ری درس خوانده و تدریس نموده بود، در سفری به بغداد پیش از سال ۶۰۰ به نشر تشیع پرداخت. خواجه نظام الملک طوسی از جمله شاگردان او بوده‌است.

## درگذشت
یاقوت حموی در معجم البلدان سال وفات وی را اندکی پس از سال ۶۰۰ قمری می‌داند.  آرامگاه شیخ عبدالله طرشتی در طرشت قرار دارد.
در دوران صفویه، بر روی قبر وی بقعه‌ای آجری می‌سازند و سنگ قبرهایی که از آن دوران باقی مانده، سال‌های ۹۵۴ و ۹۷۱ هجری قمری را نشان می‌دهد.